# Call of Duty 2: Big Red One
Call of Duty 2: Big Red One – gra komputerowa z gatunku first-person shooter rozgrywająca się w realiach II wojny światowej, wyprodukowana przez studio Treyarch i wydana przez Activision na platformy PlayStation 2, Xbox i GameCube. Jest to substytut wydanej na platformy Windows i Xbox 360 gry Call of Duty 2.